# Jeanne-Élisabeth Chaudet
Jeanne-Élisabeth Chaudet née Gabiou à Paris le 23 janvier 1767 et morte dans la même ville le 18 avril 1832 est une peintre française.

## Biographie
Jeanne- Élisabeth Gabiou naît le 23 janvier 1767 à Paris. Elle est la fille de Louis Gabiou, perruquier, et de son épouse, Marie-Élisabeth Lemoine. 
En 1799, avec son premier époux, le sculpteur Antoine-Denis Chaudet, Jeanne-Élisabeth Chaudet figure parmi les 255 personnalités du monde des arts, des lettres et des sciences à souscrire la pétition du marchand Jean-Baptiste Lebrun présentée au Directoire pour faire retirer le nom de sa femme, la peintre Élisabeth Vigée Le Brun, de la liste des émigrés.
Après la mort en 1810 de son premier mari, Jeanne-Élisabeth Chaudet épouse en 1812 le haut-fonctionnaire Pierre-Arsène Denis Husson. 
Elle obtient un prix d'encouragement pour ses portraits en 1812. 
Elle est la belle-sœur de la peintre Marie-Élisabeth Gabiou ; elle est aussi une cousine germaine de Marie-Élisabeth Gabiou et de ses sœurs, les peintres Marie-Denise Villers et Marie-Victoire Lemoine.
Son tableau Jeune fille tenant le sabre de son père (1816), anciennement identifiée au Portrait de Madame Villot, née Barbier, figure dans le livre Women Painters of the World en 1905.
Jeanne-Élisabeth Chaudet meurt le 18 avril 1832 dans le 10e arrondissement de Paris.

## Œuvres

### Collections institutionnelles
France

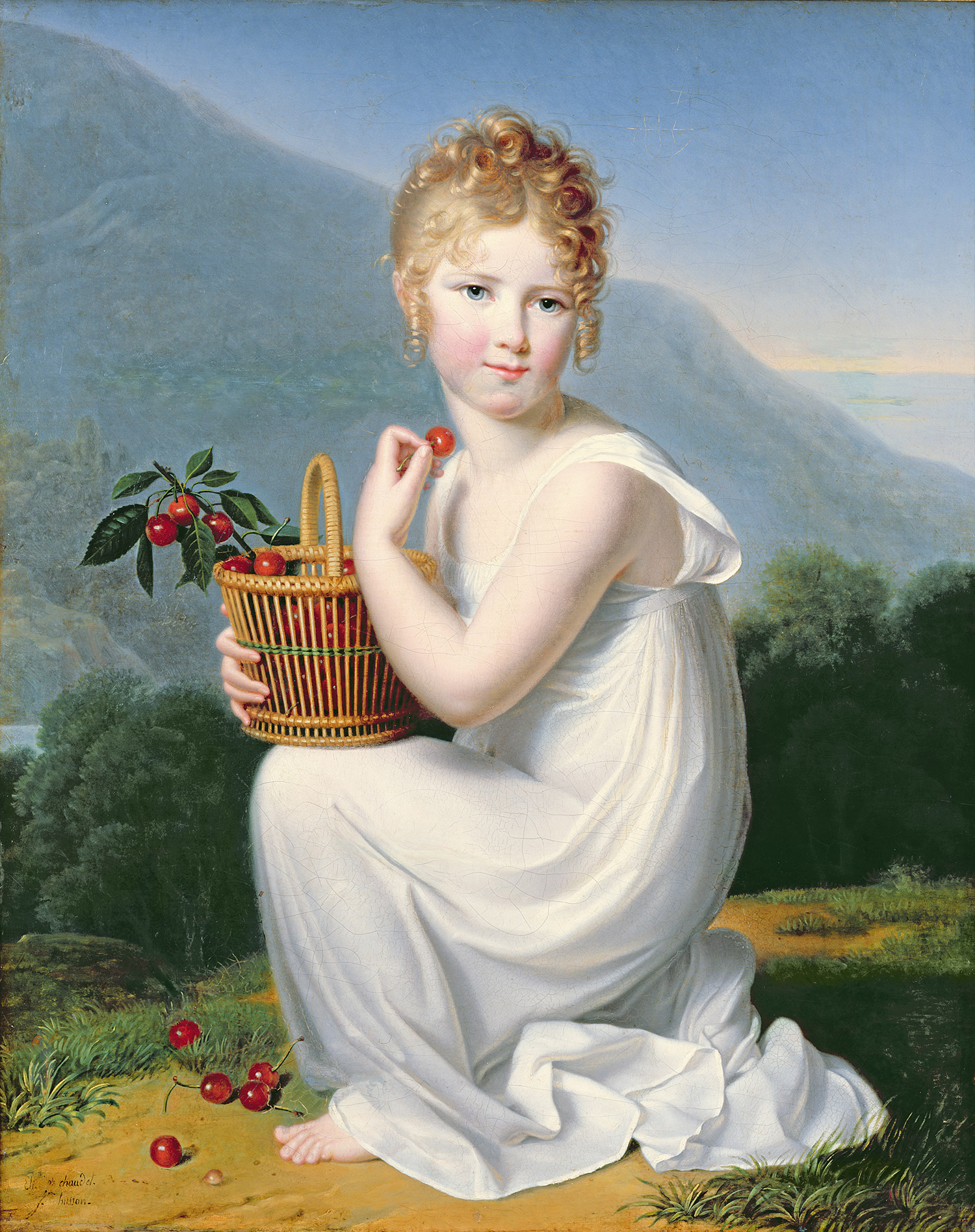
Petite fille mangeant des cerises, 1817, (Paris, musée Marmottan-Monet).

- Ajaccio, musée Fesch : Marie-Laëtitia Murat portant un buste de Napoléon Ier, huile sur toile, 113 × 89 cm ; Salon de 1806 (no 100), ancienne collection du cardinal Joseph Fesch, inv. MNA 839.1.8[9] (à distinguer de la version du château de Fontainebleau).

- Arras, musée des Beaux-Arts d'Arras : 
  - Jeune fille pleurant sa colombe morte, huile sur toile, 130,5 × 98 cm ; Salon de 1808 (no 122), inv. 843.1[10].
  - Enfant au panier de cerises, 1816, dessin à la pierre noire et à la craie, 76 × 56,5 cm ; Salon de 1817 (no 151), d803[11],[12],[13].

- Fontainebleau, musée national du château : Marie-Laëtitia Murat portant un buste de Napoléon Ier, vers 1806, huile sur toile, 115,4 × 88,5 cm, ancienne collection de Napoléon, inv. MV 4713 ; INV 3224 ; AC 1330[14],[15] (à distinguer de la version du musée Fesch).

- Paris
  - musée du Louvre : L'Enfant endormi dans un berceau sous la garde d'un chien courageux qui vient de tuer près de lui une énorme vipère, huile sur toile, 114 × 134 cm ; Salon de 1801 (no 62), inv. RF 706, en dépôt au musée d'art et d'histoire de Rochefort de 1892 à 2023[16].
  - musée Marmottan Monet : Petite fille mangeant des cerises, 1817, huile sur toile, 78 × 62 cm, inv. 377[17].

Italie
- Florence, Galerie des Offices : Portrait du sculpteur Antoine-Denis Chaudet (époux de l'artiste), vers 1802, huile sur toile, 61 × 48,5 cm, inv. 1890 n. 10783[18].
- Rome, musée Mario-Praz : Une jeune fille jouant avec des serins, Salon de 1804 (no 98), huile sur toile, 77,4 × 57,8 cm, inv. 265[11].

Suisse
- Arenenberg, Napoleonmuseum : Une jeune fille donnant à manger à des poulets, huile sur toile, 116 × 89 ; Salon de 1802 (no 903), ancienne collection de l'impératrice Joséphine de Beauharnais, inv. 1906/7, no 497[11].

### Galerie d'images

Œuvres de Jeanne-Élisabeth Chaudet
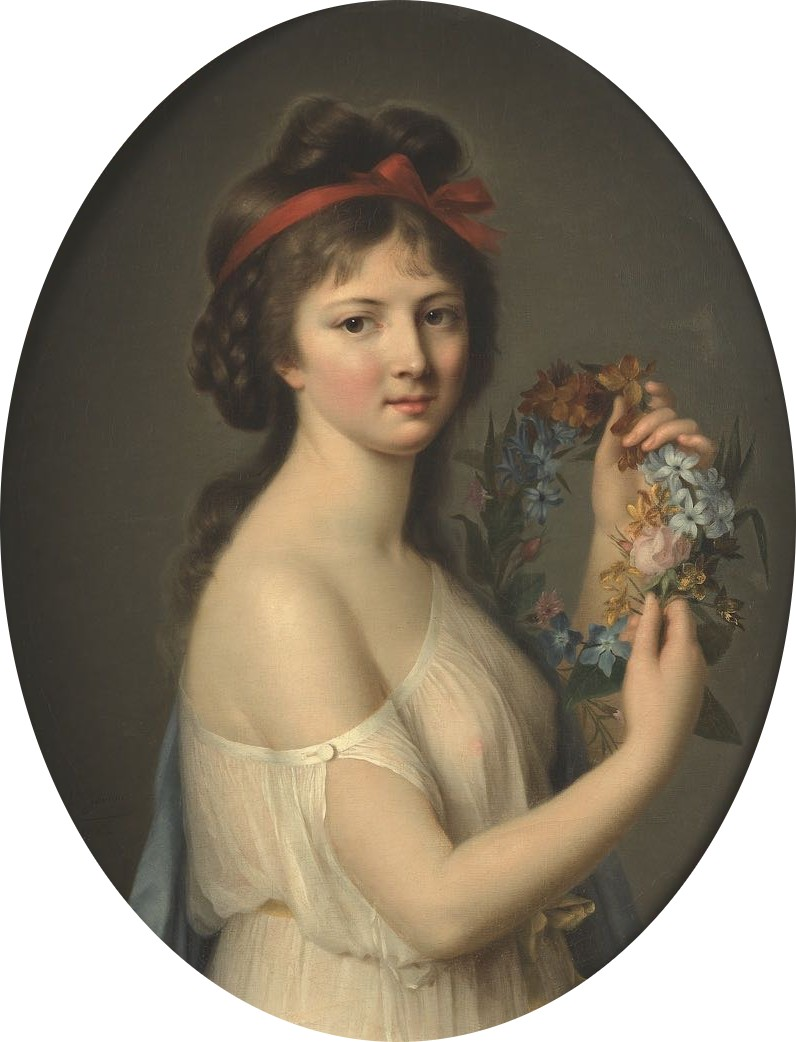
Portrait présumé d'Anne Angélique Germiot, 1792, collection privée.
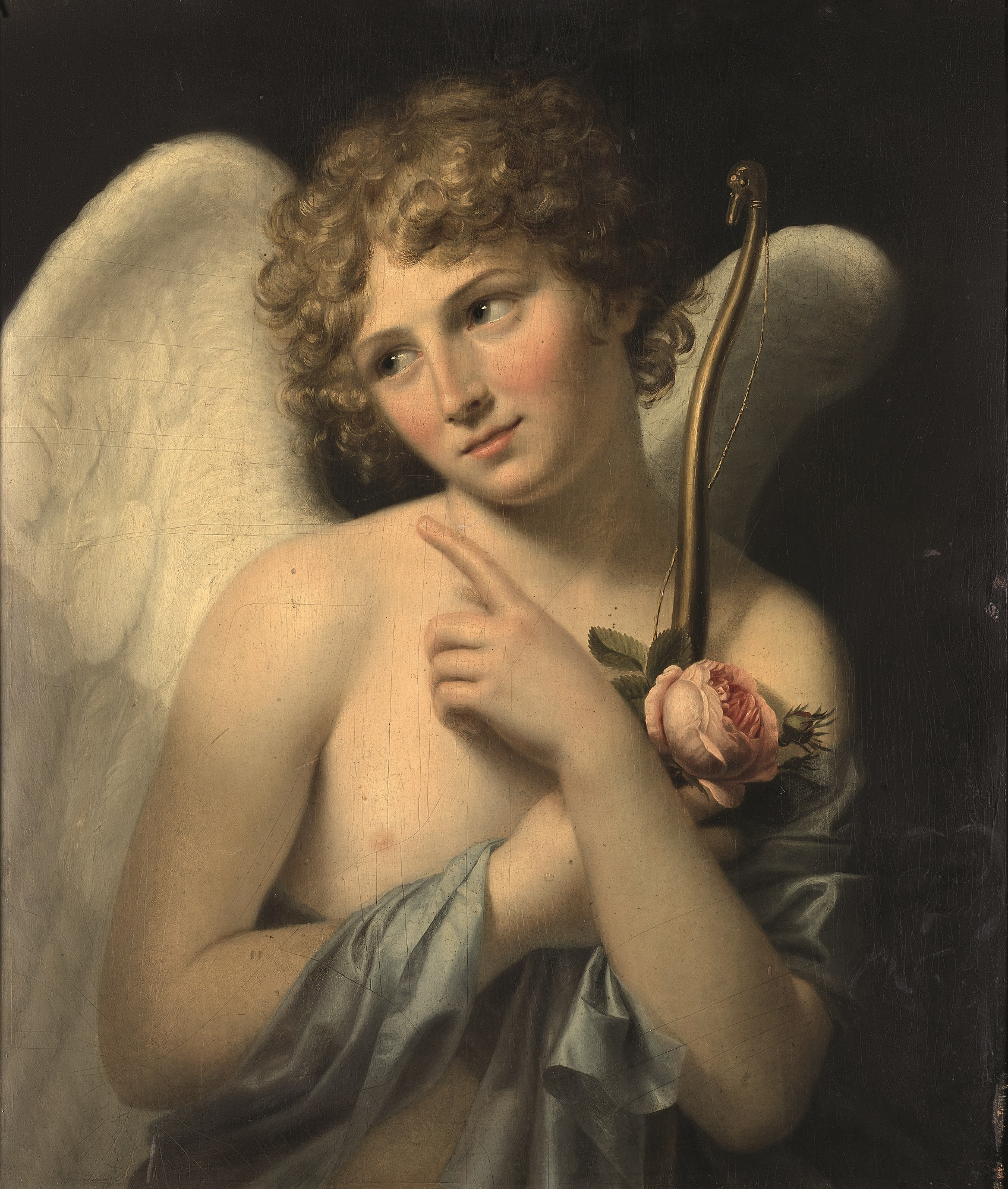
L’Amour qui vient de dérober une rose, Salon de 1796, collection privée.
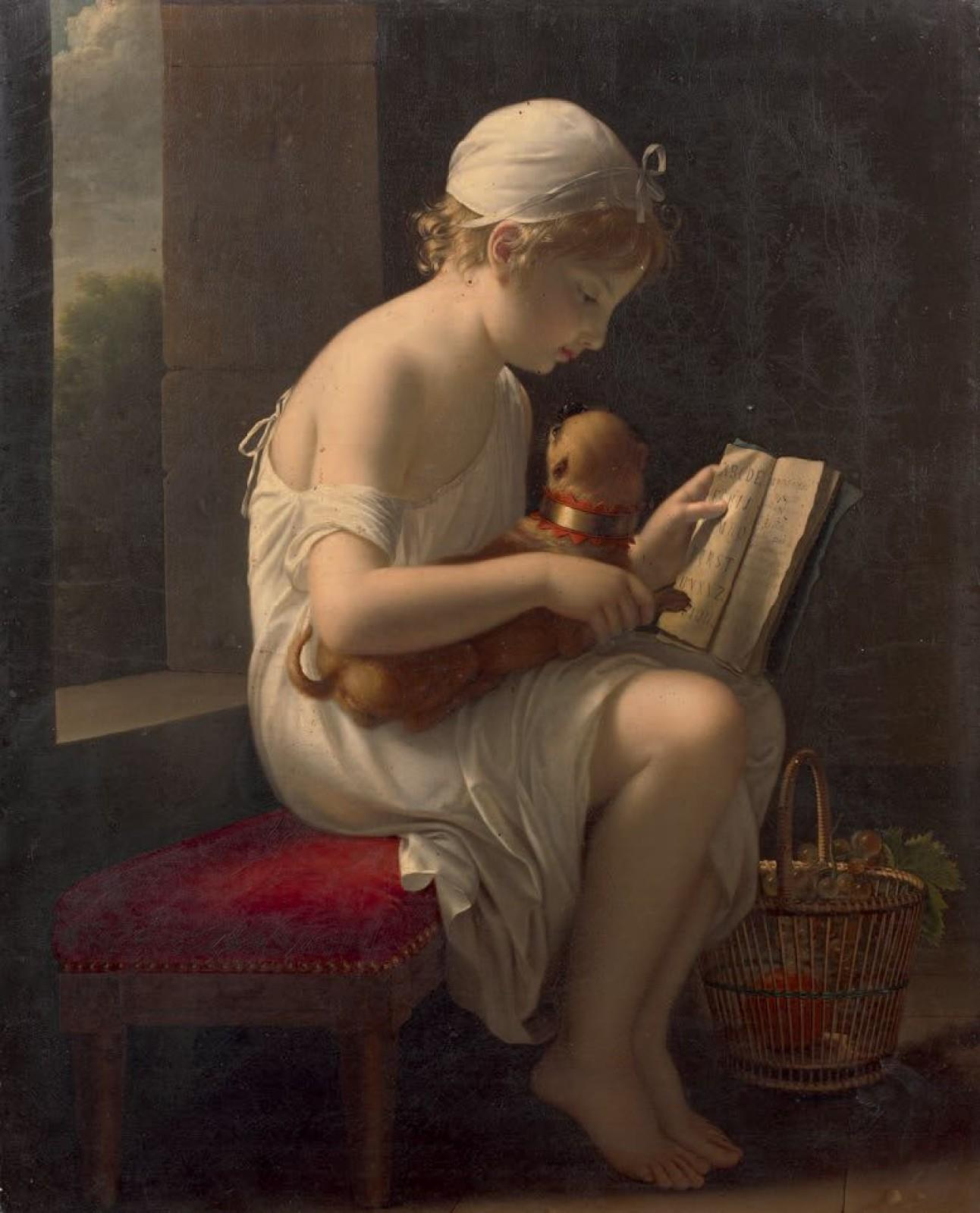
Une petite fille voulant apprendre à lire à un chien, Salon de 1799, collection privée.
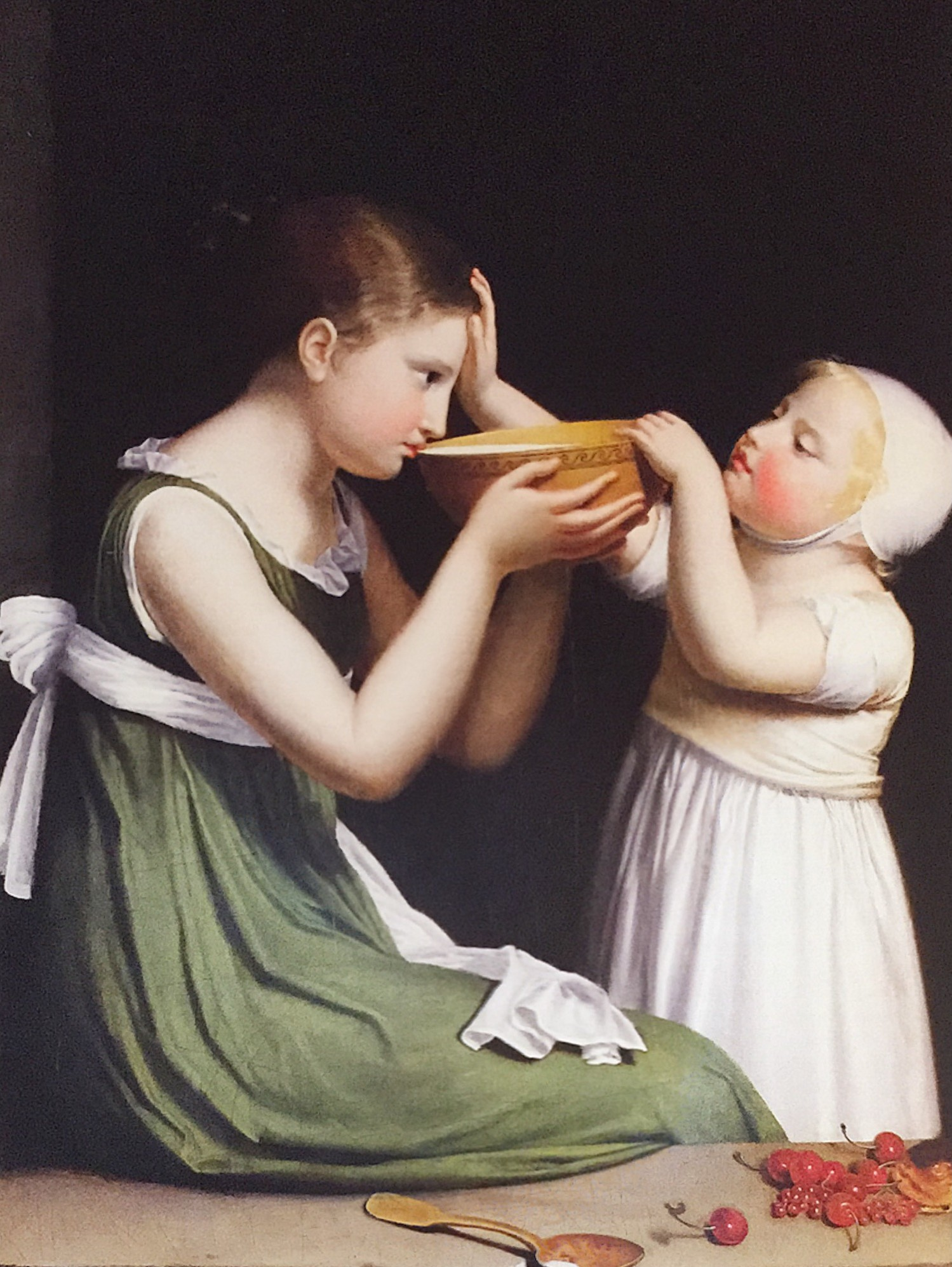
Un déjeuner d'enfants, Salon de 1800, collection privée
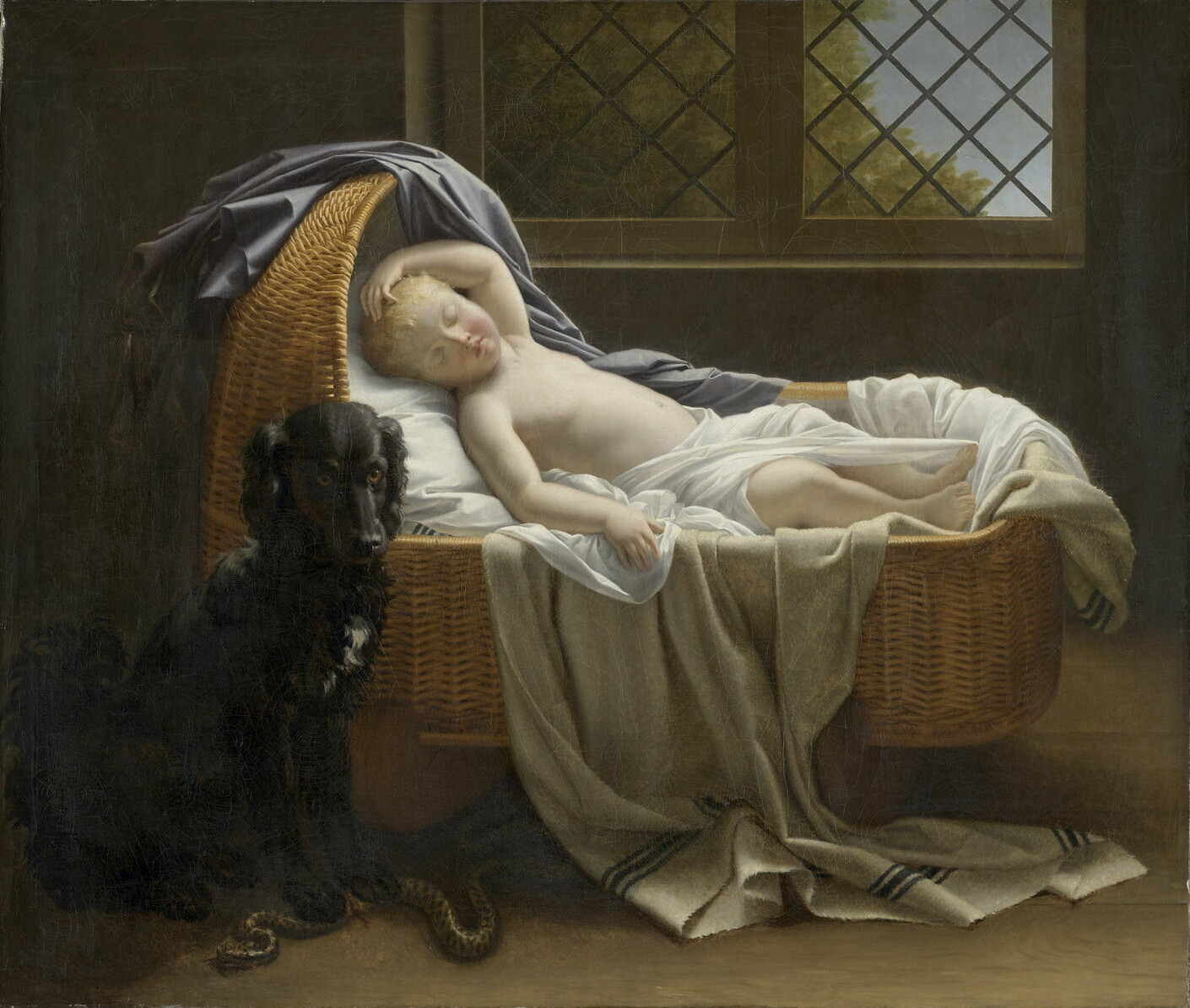
L'Enfant endormi sous la garde d'un chien courageux, Salon de 1801 (Paris, musée du Louvre)
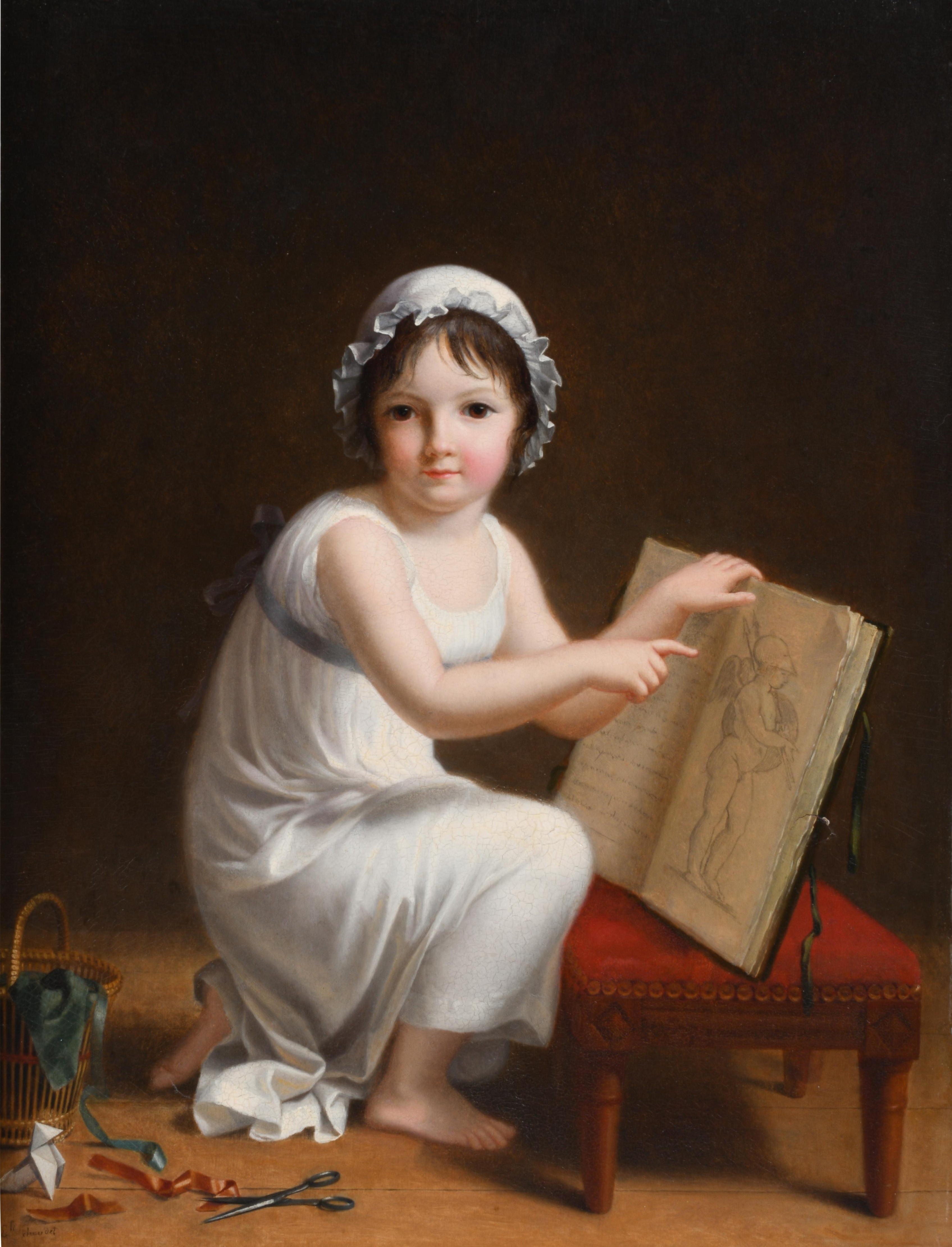
Un enfant qui montre les images d'un livre, Salon de 1801, collection privée
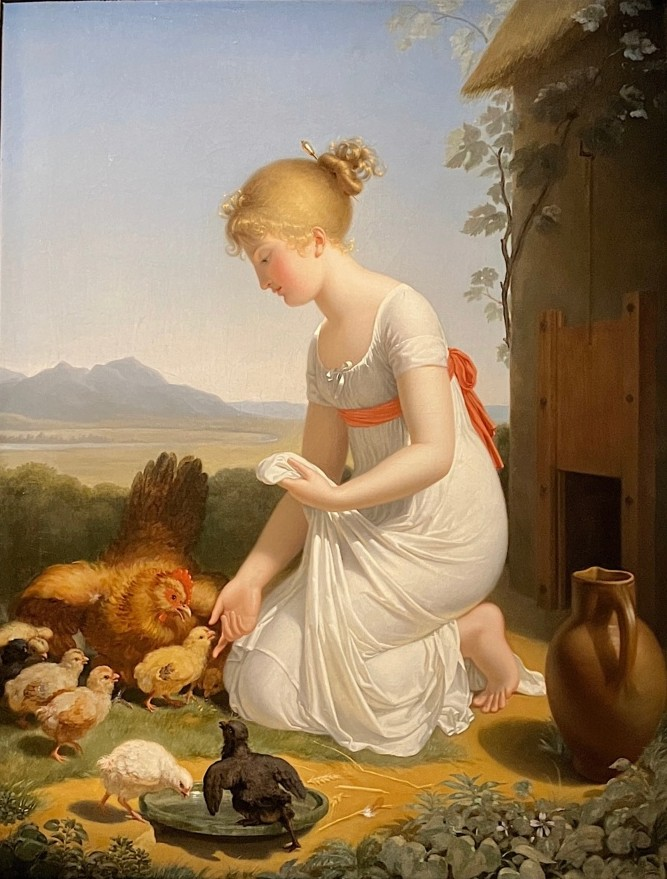
Une jeune fille donnant à manger à des poulets, Salon de 1802 (Arenenberg, Napoleonmuseum)
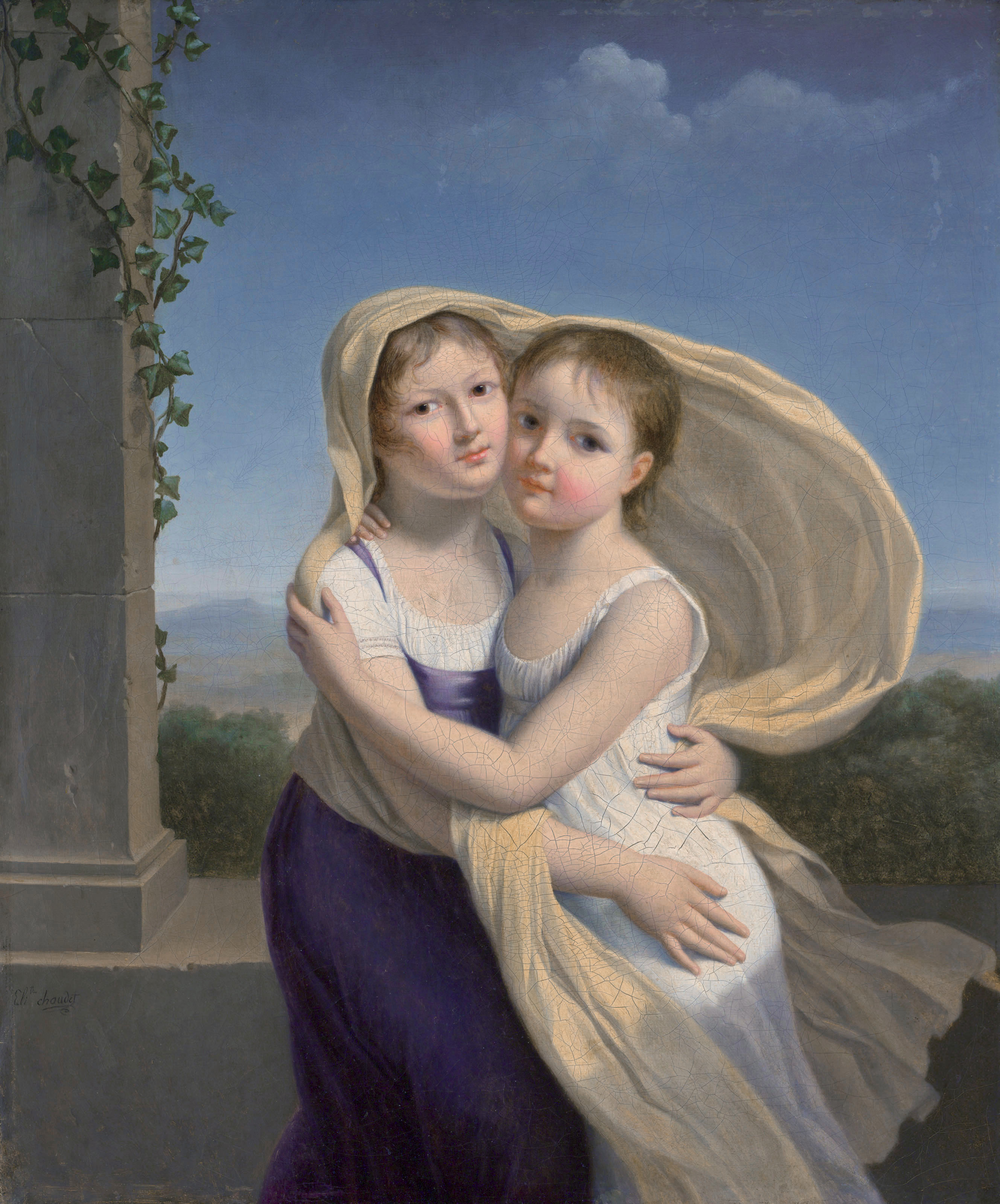
Deux soeurs s'embrassant ou Portrait de petits filles enlacées, vers 1802, collection privée.
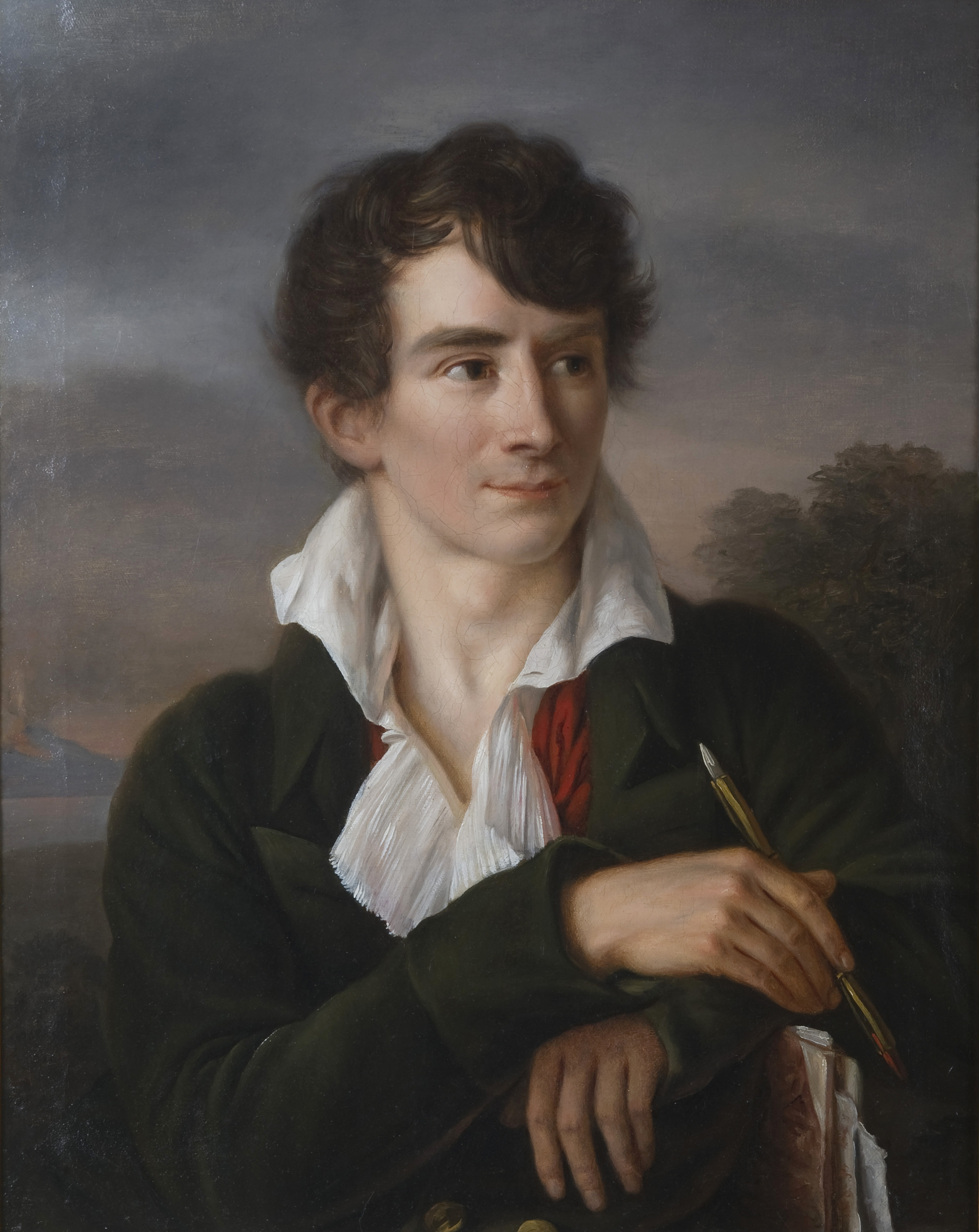
Portrait d'Antoine Denis Chaudet, époux de l'artiste, vers 1802 (Florence, Galerie des Offices)
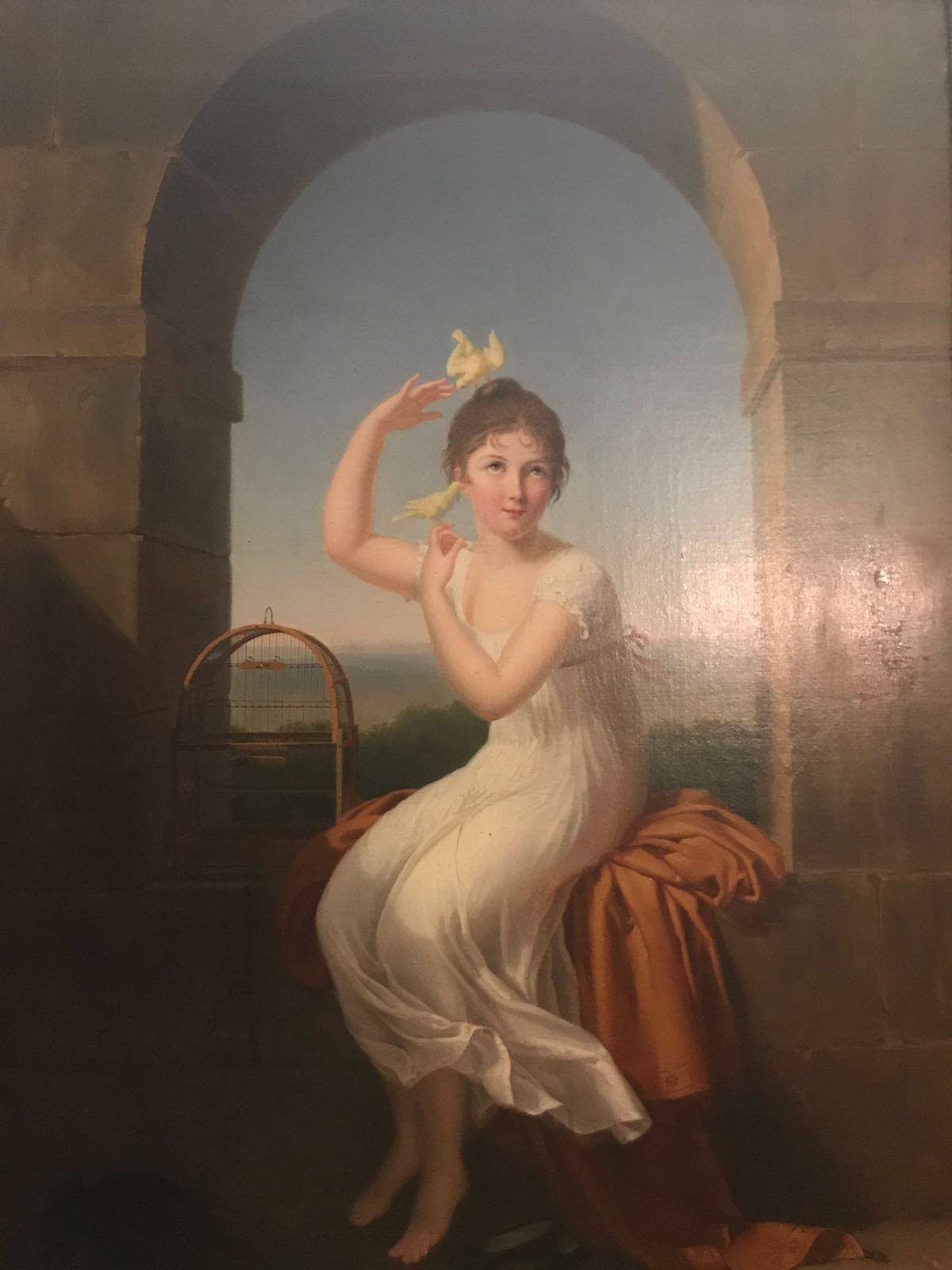
Une jeune fille jouant avec des serins, Salon de 1804, Rome, musée Mario-Praz.
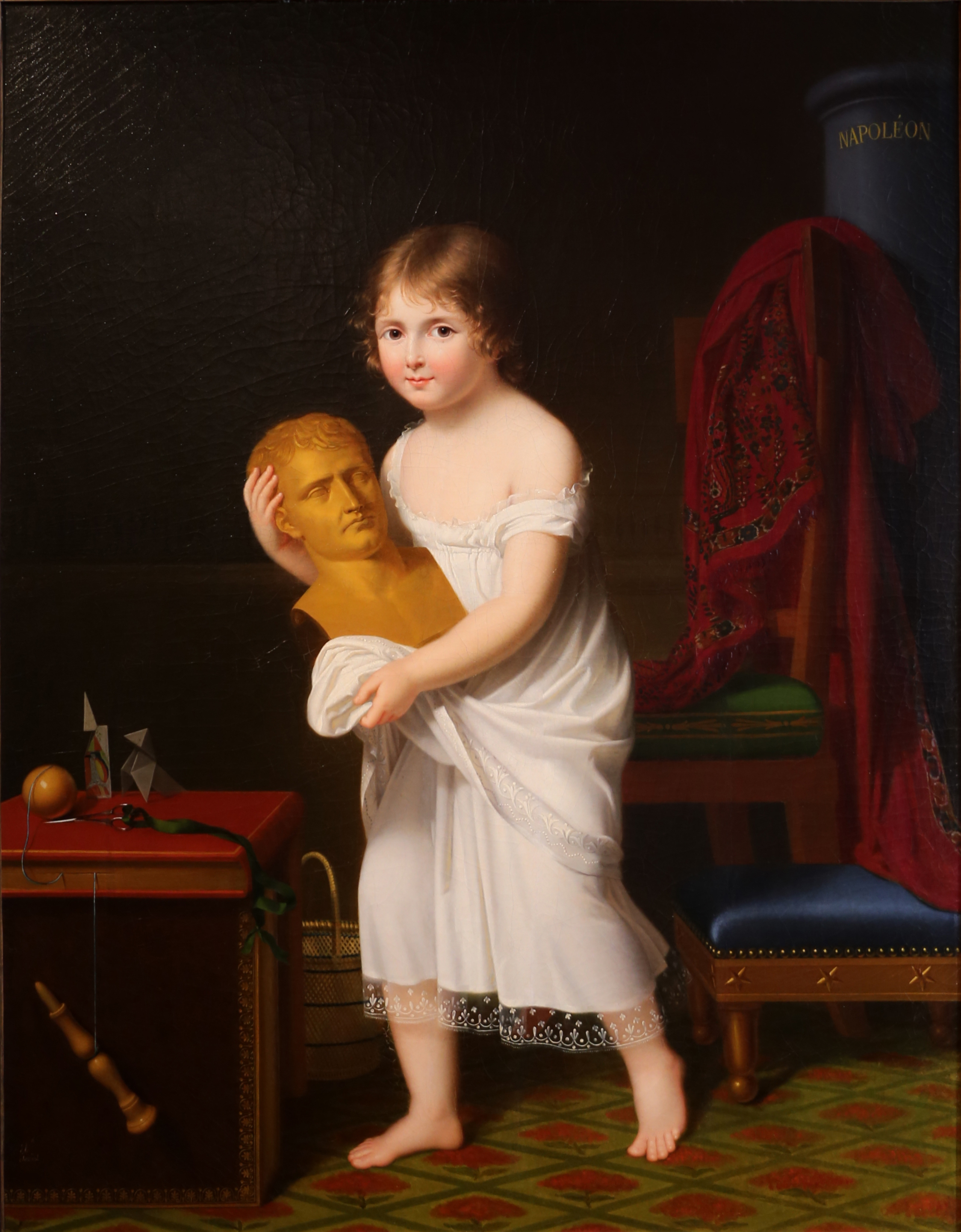
Marie-Laëtitia Murat portant un buste de Napoléon, Salon de 1806, Ajaccio, musée Fesch.
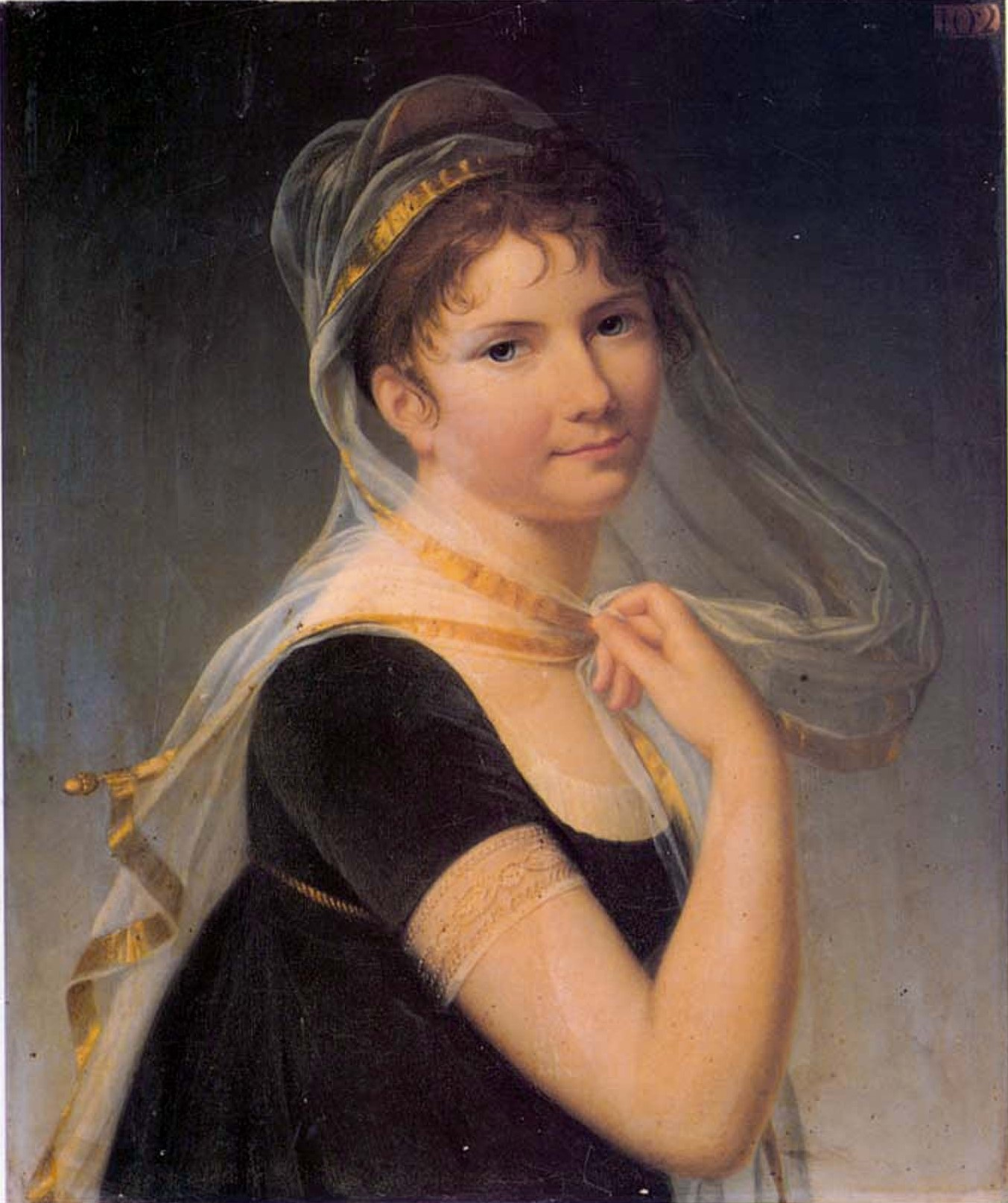
Portrait de Mme Augustin, Salon de 1806, collection privée.
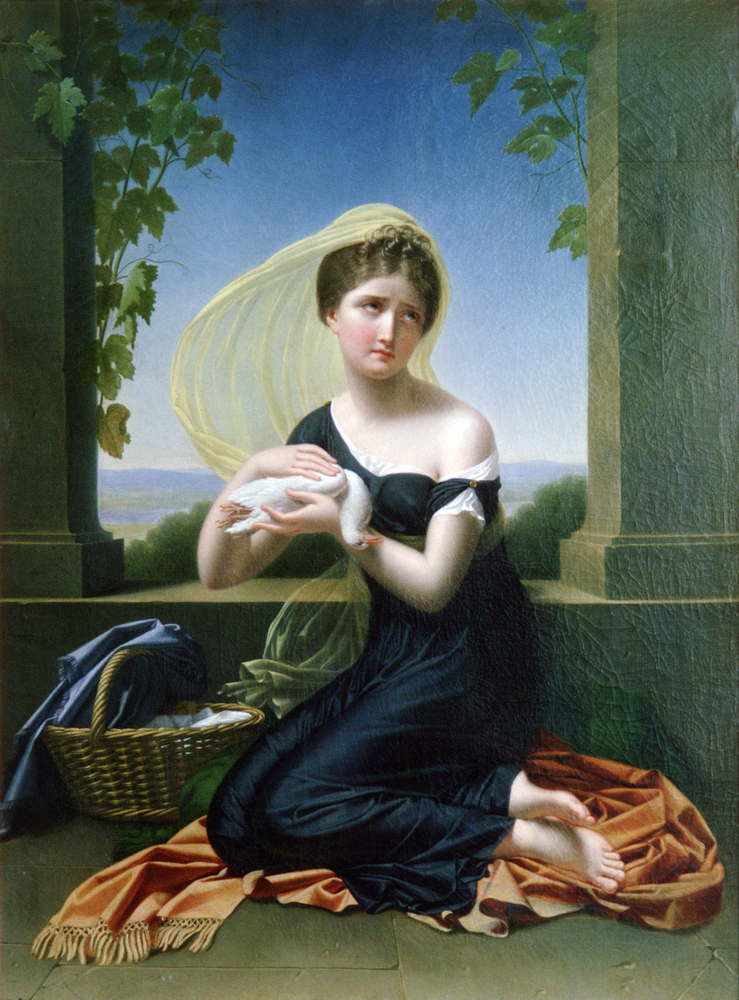
Jeune Fille pleurant son pigeon mort, 1808, musée des Beaux-Arts d'Arras.
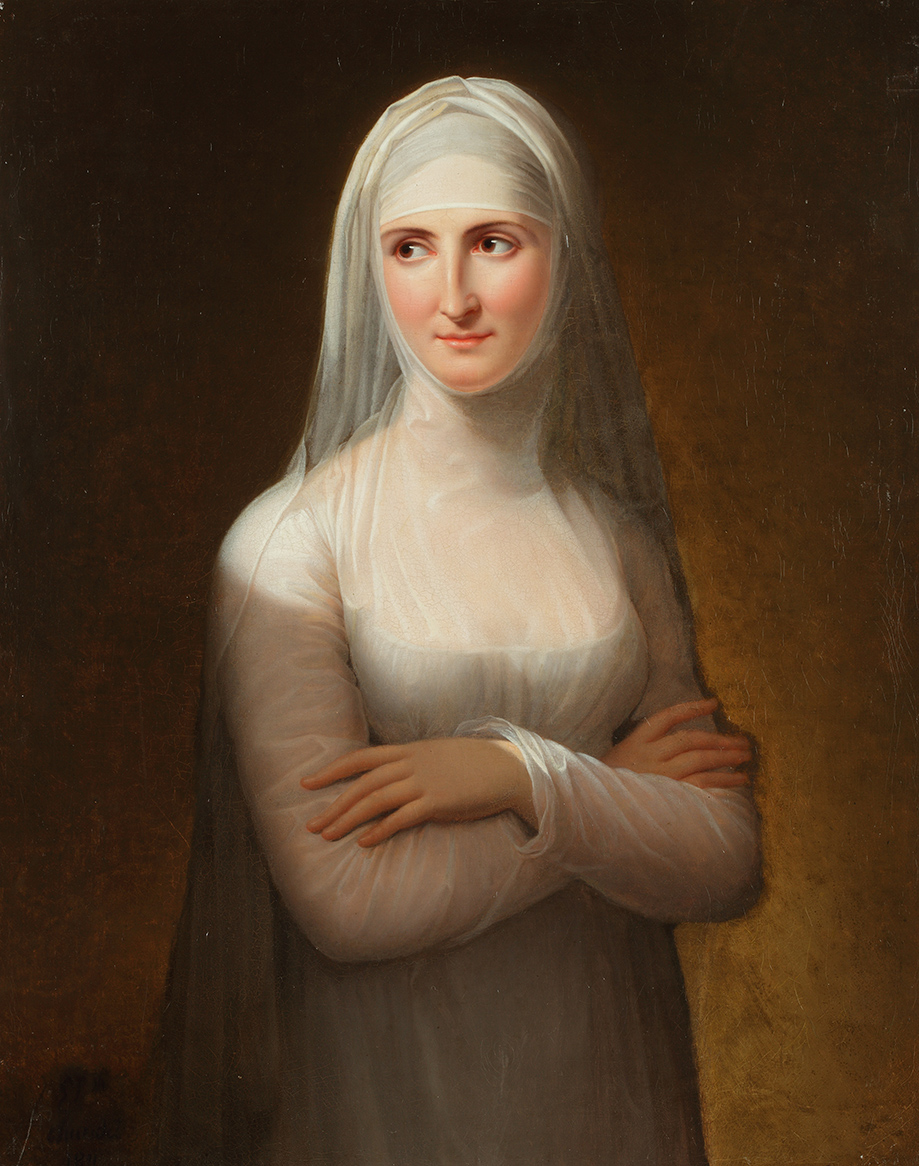
Portrait d'une dame en novice, 1811, collection privée.
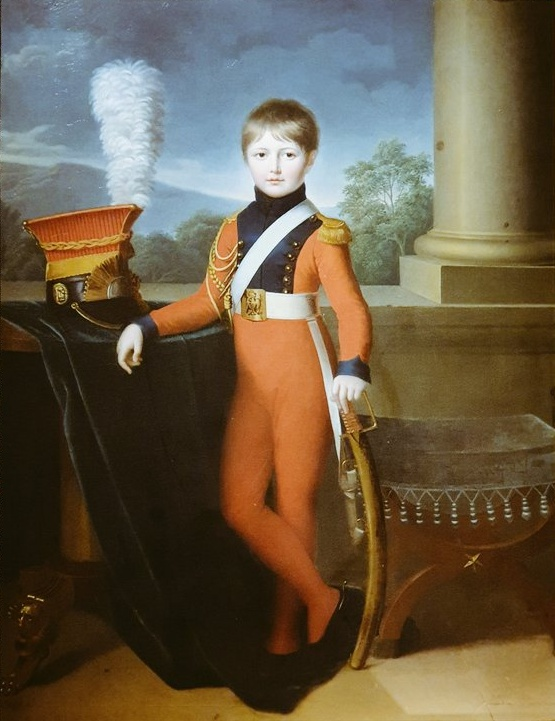
Napoléon Joseph, marquis de Colbert-Chabanais (Portrait en pied d’enfant, en uniforme de lancier), Salon de 1814, collection privée, château d'Ainay-le-Vieil
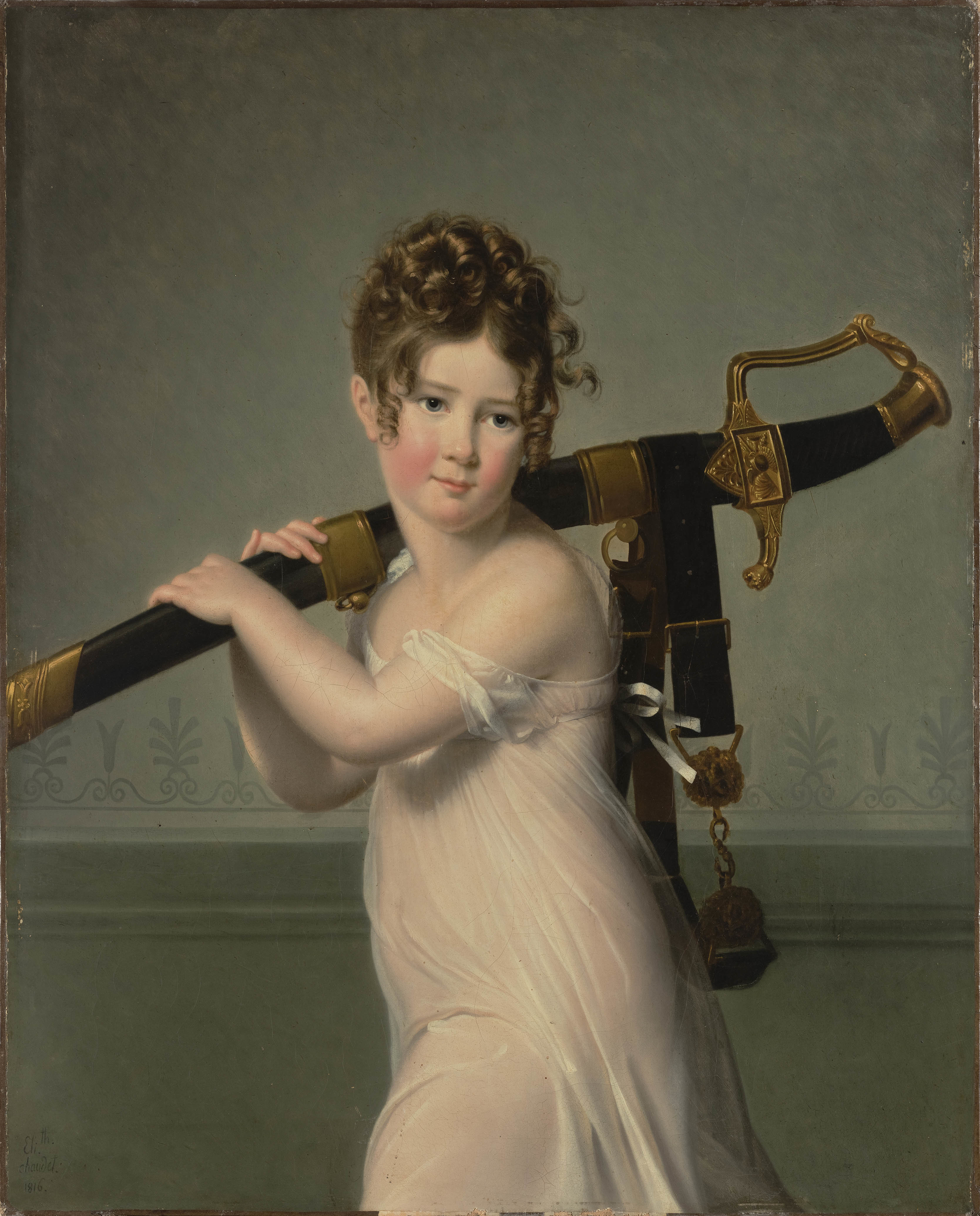
Jeune fille tenant le sabre de son père (anciennement Portrait de Madame Villot, née Barbier), 1816, collection privée.
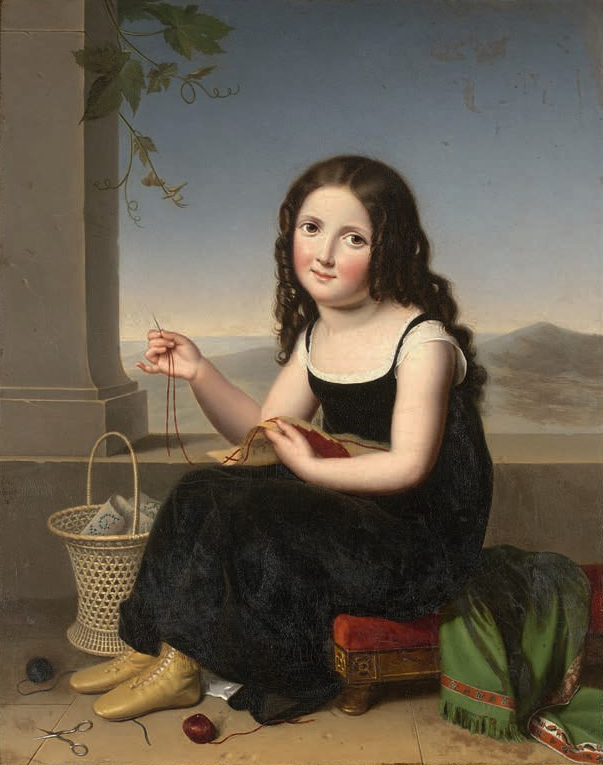
La jeune brodeuse dans une loggia, 1818, collection privée.
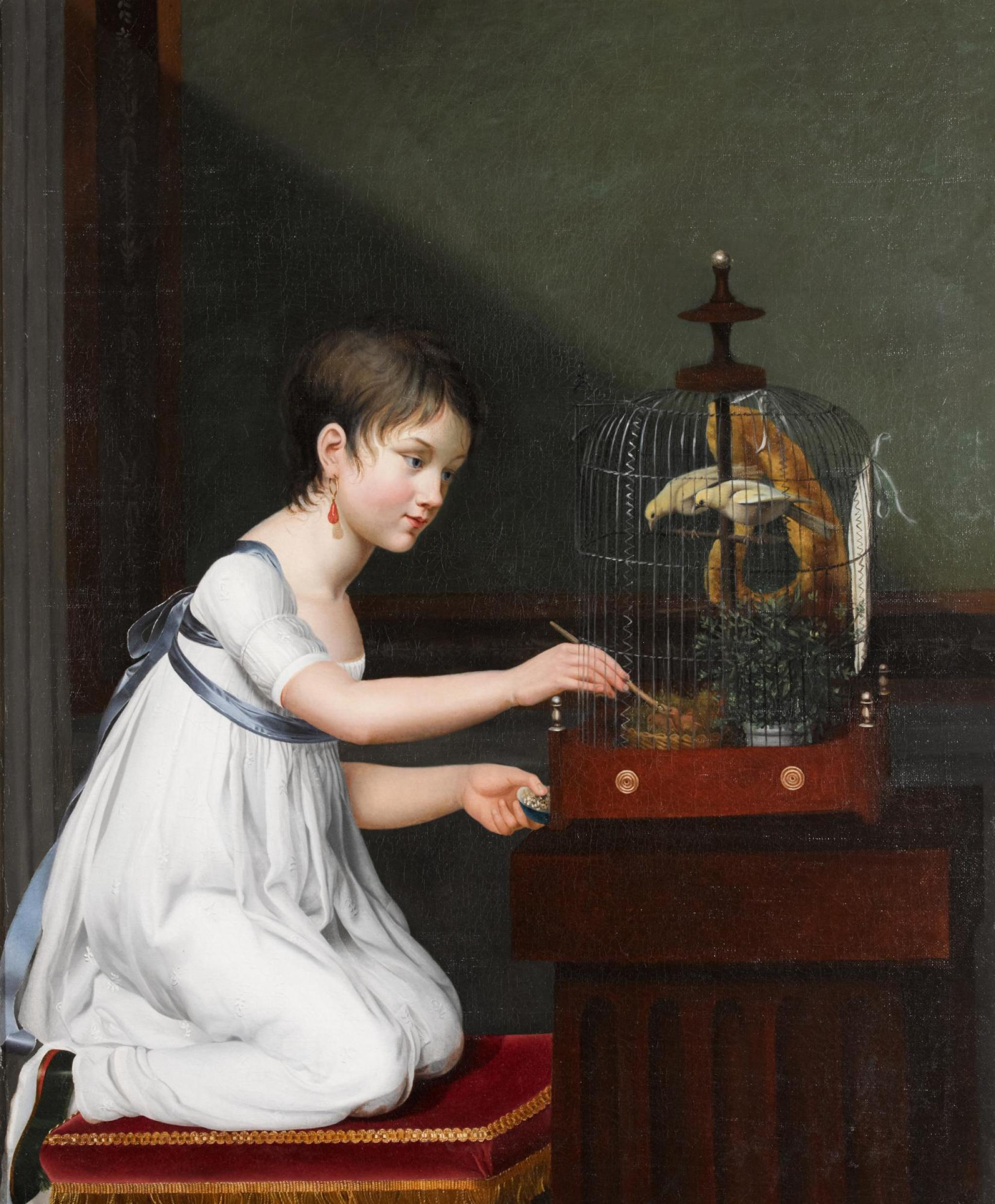
Une jeune fille nourrissant ses oiseaux dans une cage, non daté, collection privée.